# آنا تومسون
آنا تومسون (بالإنجليزية: Anna Thompson) هي منافسة ألعاب القوى أسترالية، ولدت في 11 ديسمبر 1976.

## وصلات خارجية
- آنا تومسون على موقع الاتحاد الدولي لألعاب القوى (الإنجليزية)
- آنا تومسون على موقع النتائج التاريخية لألعاب القوى الأسترالية (الإنجليزية)